# Land of Bad
Land of Bad is een Amerikaanse actiefilm uit 2024, geregisseerd en mede geschreven door William Eubank, met  Liam Hemsworth, Russell Crowe, Luke Hemsworth en Milo Ventimiglia in de hoofdrollen.

## Verhaal
Kapitein Eddie "Reaper" Grimm, een dronepiloot van de Amerikaanse luchtmacht, biedt luchtsteun via een MQ-9 Reaper aan een Delta Force-team van het Amerikaanse leger dat is gestuurd om een CIA-spion in de zuidelijke Filipijnen te redden. Na een confrontatie met de terroristengroep Abu Sayyaf is sergeant JJ "Playboy" Kinney, een jonge TACP-officier van de luchtmacht, schijnbaar de enige overlevende en wordt hij naar een extractiepunt gestuurd waarbij hij alleen afhankelijk is van de luchtsteun van Reaper vanop afstand.

## Rolverdeling
| Acteur            | Personage                          |
| ----------------- | ---------------------------------- |
| Liam Hemsworth    | Sergeant JJ "Playboy" Kinney       |
| Russell Crowe     | Captain Eddie Grimm "Reaper"       |
| Luke Hemsworth    | Sergeant Abell                     |
| Ricky Whittle     | Sergeant Bishop                    |
| Milo Ventimiglia  | Master Sergeant John "Sugar" Sweet |
| Chika Ikogwe      | Staff Sergeant Nia Branson         |
| Daniel MacPherson | Colonel Duz Packett                |
| Robert Rabiah     | Saeed Hashimi                      |
| Lincoln Lewis     | jonge vliegenier                   |

## Release en ontvangst
Land of Bad ging op 16 februari 2024 in première. De film kreeg gemengde kritieken van de filmcritici, met een score van 60% op Rotten Tomatoes, gebaseerd op 53 beoordelingen.